# Поліщук Володимир Валерійович
Володи́мир Вале́рійович Поліщу́к (прізвисько «Чайник»; 9 травня 1959 — 24 жовтня 1992) — кримінальний «авторитет» міста Києва кінця 1980-х, початку 1990-х.
Син високопосадовця. Військовий. Здобув вищу освіту. Служив у Чехії.
У званні майора був ад'ютантом командуючого Київським військовим округом генерала Бориса Громова.
У середині 1980-х звільнився у запас і створив власне злочинне угруповання із колишніх військових. Одним із «бригадирів» цього угруповання був Валерій Прищик («Прищ»). Сферою впливу групи були ринки Троєщини, Виноградаря і Оболоні, де злочинці як збирали «дань», так і займалися власним імпортом.
«Чайник» одним з перших почав офіційно оформлювати діяльність угруповання через кооперативи по охороні та страхуванню, «кришуючи» бізнеси від «зальотних» банд. Спроби перейти суто на легальну діяльність не сподобалися «Прищу», і на цьому ґрунті виник конфлікт із Поліщуком.
24 жовтня 1992 був розстріляний під Києвом. Похований на Лісовому кладовищі.